# Sauracris ornata
Sauracris ornata är en insektsart som beskrevs av Popov, G.B. 1959. Sauracris ornata ingår i släktet Sauracris och familjen gräshoppor. Inga underarter finns listade i Catalogue of Life.